# Evangélikus nagytemplom (Békéscsaba)

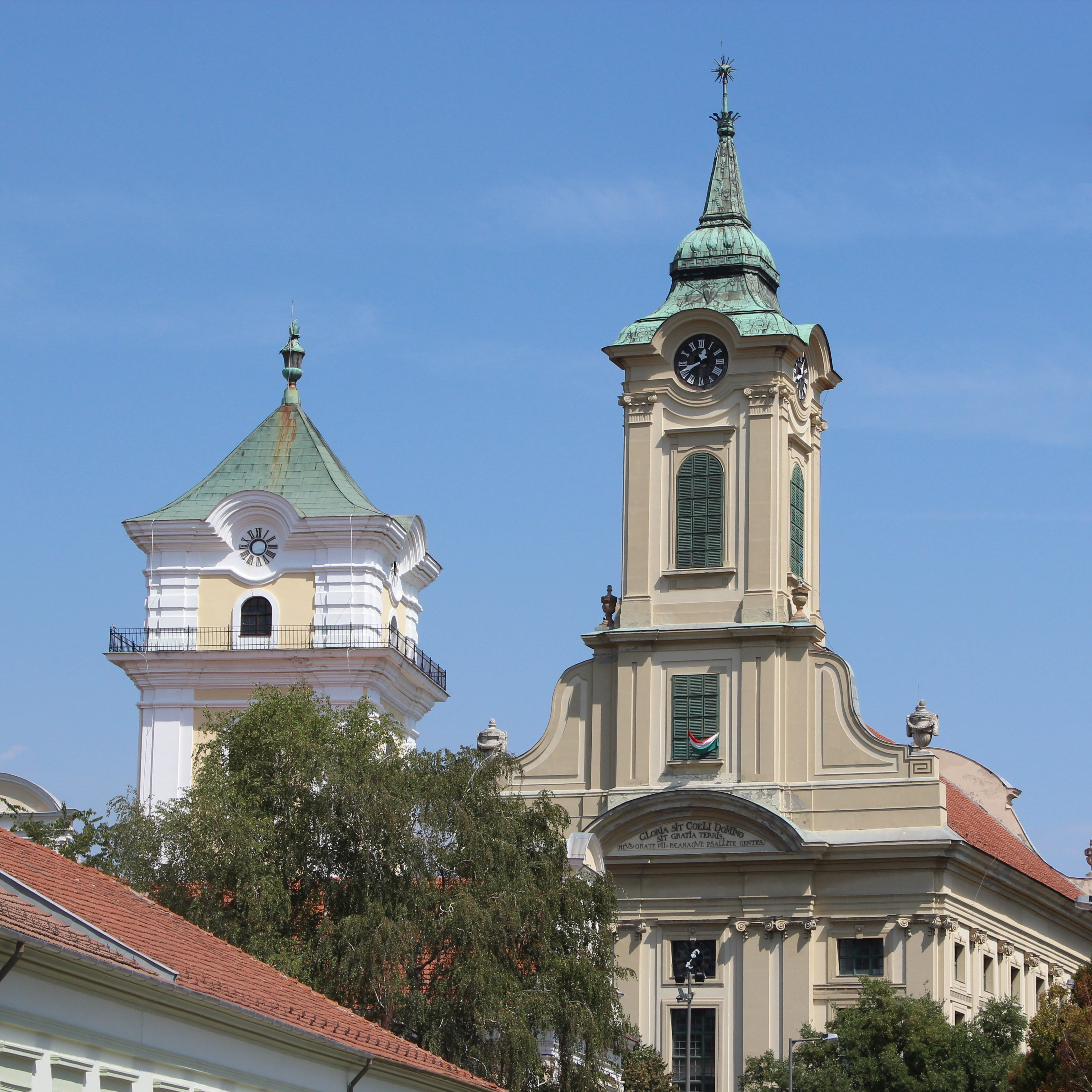
Az evangélikus kistemplom (balra) és a nagytemplom (jobbra)

Békéscsaba városközpontjában egymástól alig 15 méterre két evangélikus templom áll: a nagytemplom és a kistemplom. Előbbi (5600 Békéscsaba, Luther u. 1.) Európa legnagyobb evangélikus temploma, illetve a második legnagyobb magyarországi protestáns templom, nála csak a debreceni nagytemplom nagyobb. Békés vármegye legnagyobb temploma.

## Története
A 18. század végére a békéscsabai evangélikusok annyira megszaporodtak, hogy „kinőtték” a kistemplomot. A gyülekezet heves viták után úgy döntött, hogy megtartják a régi templom is, az újat pedig azzal szemben építik fel. Az új templom helyéül megvásároltak hat telket.
Az épület tervezését először Frantz Pumperger aradi, majd Joseph Hoffer ó-aradi mesterre bízták — végül Czigler Antal gyulai mester tervét fogadták el. Az utóbbi Pumperger tervét fejlesztette tovább:
- a tornyot, amit elődje a homlokzat elé tervezett, mintegy „betolta” az épületbe, amivel homlokzati tornyossá tette a templomot;
- Pumperger hátul kontyolt tetőzete helyett a hátsó homlokzat záródását kiegyenesítette.

Czigler változtatásainak eredményeként az épület megjelenése a Pumperger-féle, „eredeti” változatnál sokkal elegánsabb lett.
Habár Békéscsaba egyik legmagasabban fekvő pontjáról van szó, a kijelölt telkeken a talaj meglehetősen ingoványos volt, ezért először cölöpöket vertek le, majd azokra építették a boltozatokat és az alaptestet. Mivel a közelben nincs kőbánya, a köveket Pestről és Vácról szállították.
A templom alapkövét 1807-ben tették le abban a reményben, hogy néhány éven belül fel is épül, de 1811-ben a nagy infláció elértéktelenítette az e célra összegyűjtött pénzt, és a munkákat pár évre teljesen le kellett állítani. 1813-ban a kirendelt szakértő a falakat jó állapotúaknak, állékonyaknak találta, ezért a hatóság engedélyezte az építkezés folytatását. Ehhez 1814-ben 300 000 téglát vásároltak.
1817-ben Homályossy Tunkl Ferenc elkészítette a fedélszéket; a boltozatok 1819-ben készültek el. Ugyancsak 1819-ben húzták fel a tornyot, majd 1822-ben Francz Willicsca és Franz Moldt kifaragta a belső díszeket és az oszlopfőket.
Az oltárépítmény Pesten készült, és öt szekéren szállították Békéscsabára. Összeállítása egy teljes hónapig tartott.

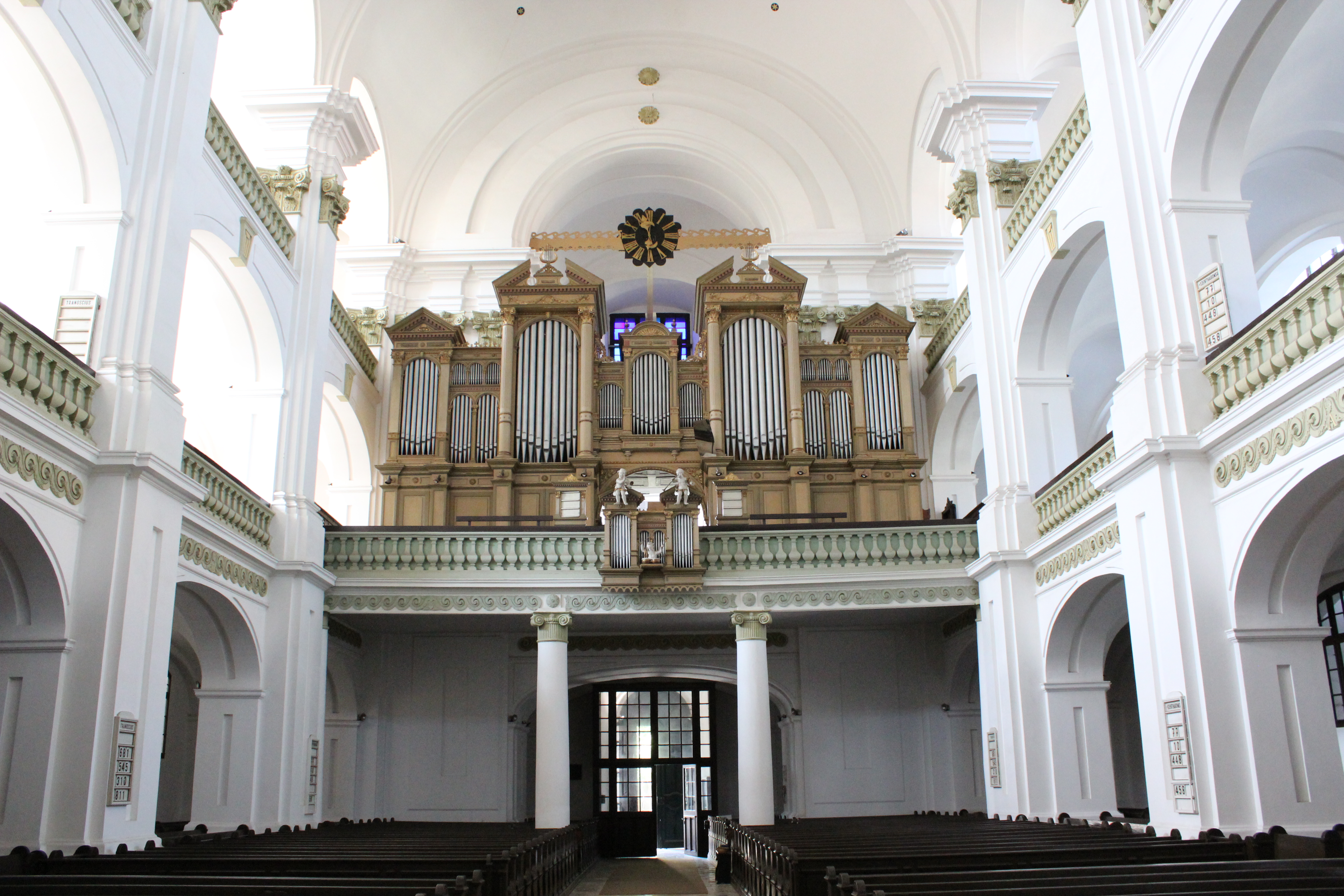
A templombelső az orgonával

A templomot 1824. június 29-én szentelték fel, azóta használja a gyülekezet. A hívek eleinte szabott ülésrendben foglalhattak helyet. A földszinten az idősek ültek: a bejárattól balra a nők, jobbra a férfiak. A népviseletbe öltözött fiatal lányok helye az oltár körül és a karzatok alatt volt; a középkorú férfiak az első karzaton, a fiatalok a másodikon ültek. Minden boltmező alatt egy-egy rendfenntartó ügyelt a rendre.
Az épületet legutóbb 1978-ban újították fel.
A templom első, 2 manuálos, 24 regiszteres  orgonáját Herotek József pesti orgonaépítő készítette 1822-ben. Amikor 1901–1902-ben javították a hangszert, kiderült, hogy a gyártó becsapta a megrendelőt: a sípokat ón helyett fából, illetve ónötvözetből készítette. Ezért csaknem az egész hangszert újjá kellett építeni. Az új, 1902-ben felszentelt orgona Soukenik János és Rukavina János szegedi mesterek munkája; legutóbb 2000-ben újították fel.
2000 nyarán ismeretlen tettesek a templom kapuját feltörve behatoltak az épületbe, és elvitték egyebek közt a szószékoltár eredeti képét is — Leonard Landau munkája Krisztust ábrázolta a Golgotán. Az oltárképnek azóta sincs nyoma; a hiányt 2007 júniusában pótolták.

## Az épület

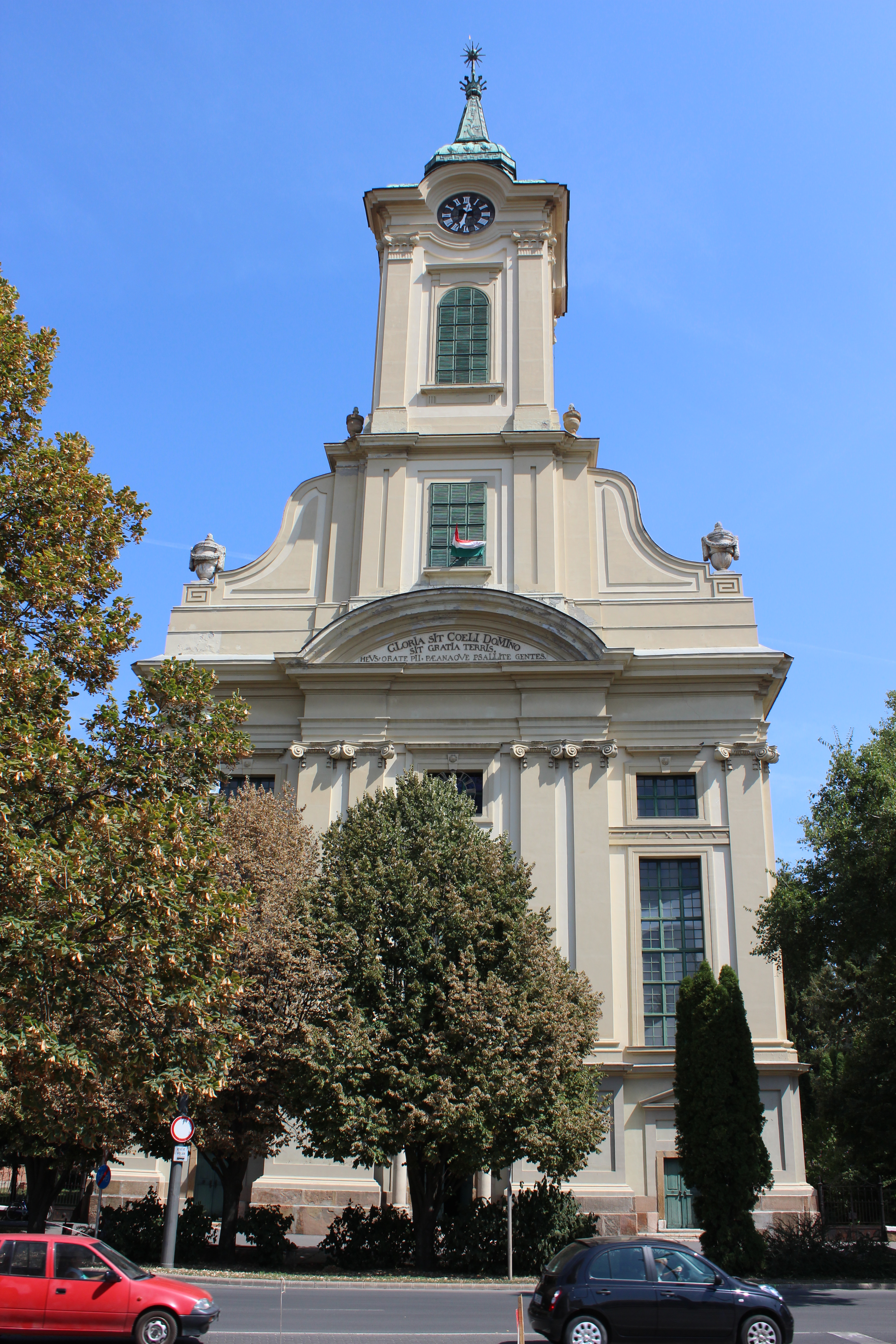
A nagytemplom főhomlokzata

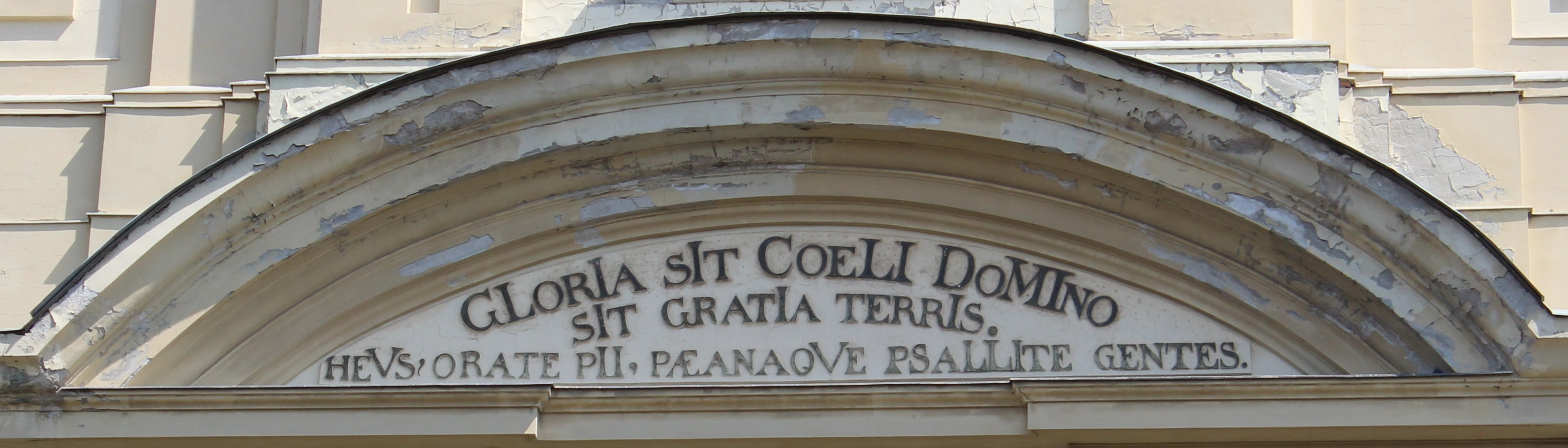
Kronogramma a főhomlokzaton: → 1820

Az épület különleges empire stílusa Magyarországon igen ritka, a barokk és copf, illetve a klasszicizmus közötti időszak terméke. Ez a stílus erősen emlékeztet a copf stílusra, kicsit több benne a klasszicizmusra utaló részlet, illetve nagyobb monotonitás jellemző rá. (Például a templomtesten körben 20 teljesen egyforma ablak van.)
A templom nyugati oldalán álló, órapárkányos torony 75 méter magas. A toronysisak a csillaggal együtt 15 méter. Az épület belső magassága 27 méter. Belső hossza 55 m, szélessége 27  méter. A falak vastagsága helyenként eléri a 3,8 métert. A hosszabb oldalak 7-7, a rövidebbek 3-3, teljesen egyforma szakaszra tagolódnak; minden ilyen szakasz alján hosszú, téglalap alakú (7,5 m magas) sáv található, fölötte pedig négyzet alakú ablak. A sávokat ión fejezetű lizénák választják el egymástól.
A főhomlokzat a templom leglenyűgözőbb részlete. Itt három ajtó vezet a belső térbe.
A főhomlokzat három szakaszából a középsőre, a négyzetes ablak fölé Czigler Antal háromszög alakú, timpanonszerű oromzatot tervezett, de azt végül körív alakúra építették copf stílusban, hogy olvashatóbbá tegyék a beleírt latin nyelvű kronogramma szövegét: „GLORIA SIT COELI DOMINO SIT GRATIA TERRIS. HEVS, ORATE PII, PAEANAQVE PSALLITE GENTES”. (Magyarra fordítva: „Dicsőség legyen az ég Urának, legyen áldás a földön, imádkozzatok hívek, s dicsőítő éneket zengjetek népek!”) A kronogramma által megörökített évszám: 1820. Az orompárkányzat két szélén egy-egy hatalmas, kancsó formájú díszítmény emelkedik, a párkányok torony felőli végét pedig ugyanilyen alakú, de kisebb kancsók ékítik. Közülük emelkedik ki a templom tömbjéből a torony. A harangház rácsos ablaka fölött hatalmas, kör alakú, fekete számlapú toronyóra jelzi az időt. Az 1843-ban épített toronysisak elüt a többi rész stílusától, rontja az összbenyomást. Czigler jóval magasabb, a teljes toronymagasság 1/3-át elérő sisakot tervezett, de kívánságára Guldner Ferenc és Fliegel János szolidabb, kisebb sisakra változtatta a terveket. A torony tetejére Czigler keresztet tervezett, de ez komoly felháborodást és ellenérzést váltott ki a hívekből, és a torony csúcsán a tiszántúli lutheránus templomok többségéhez hasonlóan csillagot helyeztek el. A csillag alatti koronaszerű gömb tizenkét kis ágacskája a tizenkét apostolt szimbolizálja. A sisakon felfedezhető még a Hit, a Remény és a Szeretet szimbolikus alakja.
A főhomlokzathoz meglehetősen hasonló hátsó homlokzat egyenesen záródik. Az oromzat két szélét és a gerinc tetejét egy-egy újabb kancsó díszíti.
A templom hét boltszakaszos belseje meghökkentően nagy. Alapterülete 1700 négyzetméter. A puritán falak vakolata fehér, illetve zöldes, az ablakok kékek. A teret négy oldalról övező karzat kétemeletes; a közel 5000 hívő befogadására alkalmas csarnokban 3500 ülőhely van. A földszinten és karzat első emeletén rendes, templomi padok vannak, összesen 2500 ülőhellyel. A karzat második emelete három oldalról szegélyezi a templomteret — ezen egyszerű lócák állnak, közel 1000 ülőhellyel. A körbefutó karzatok négy sarkában egy-egy független szerkezetű csigalépcső fut.

## Berendezése
A bejárat feletti karzaton terül el Magyarország legnagyobb evangélikus orgonáinak egyike: 2993 sípos, 3 manuálos, 36 regiszteres.

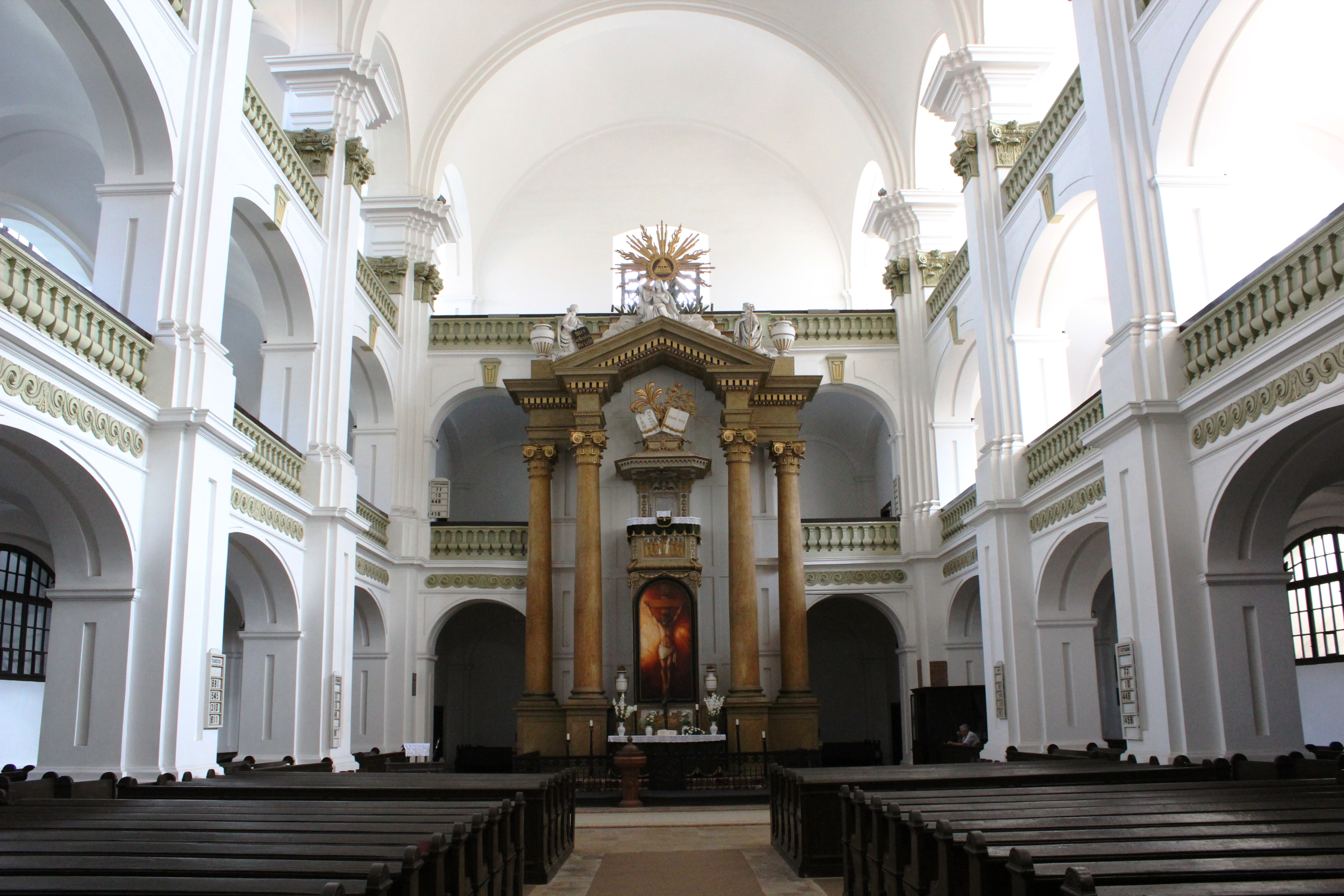
A templom belseje az új oltárképpel

Az orgonakarzattal átellenben áll a kb. 15 méter magas szószékoltár. Az új oltárkép elődjéhez hasonlóan a keresztre feszített Krisztust ábrázolja; hátterében halványan előtűnnek a mennyország fényei, lépcsői. Színvilágában a vöröses fények dominálnak, ami kevéssé harmonizál a templom puritán hangulatával. A szószékoltárt két oldalról 2-2 korinthoszi oszlop keretezi. Az oltárasztal fölötti, az utolsó vacsorát ábrázoló domborművet Dunaiszky Lőrinc készítette; rajta a tanítványok két körben ülnek. A belső körben ül Jézus hat apostollal, köztük Júdással, aki azonban elfordul az asztaltól — Péter fogadkozik, János álmos. A jóval részletesebb külső körben a legkülönbözőbb testhelyzetekben ül a további hat apostol. Az oltárkép fölött a szószék kosarát az apostolok kiküldését ábrázoló dombormű díszíti, oldalát pedig kalácsok, kereszt, fáklya és szőlőfürt. A hangvetőn alul látható galamb a Szentlélek szimbóluma; tetején pedig a kinyilatkoztatás közvetítői:
- a frigyláda,
- a Tízparancsolat és
- a Szentírás

sorakoznak. A Bibliában az „Isten igéje” felirat olvasható; mellette pálmaág és babérlevél van (a pálma a vértanúságot, a babérlevél a megdicsőülést jelképezi). Az oltárépítmény tetején a Hitet, a Szeretetet és a Reményt szimbolizáló figurák jelennek meg. A Hit kezében táblát tart az alábbi felirattal: „Higgy Jézus Krisztusban”, a Remény kezében az áhítatosságot jelképező harsonát tart. A Hit és a Remény között, a főhelyen foglal helyet a Szeretet akinek feje fölött, a napot ábrázoló díszítmény közepén egy háromszög tűnik fel — ez az Urat jelképezi a feltűnő nap fényében. A háromszög héber feliratát Jáhvénak olvassuk.
Az oltár előtt keresztelő medence áll, amitől üvegfal választja el a lelkészi ülőfülkét.

## Harang
A templomnak egyetlen harangja sincs. A 3600 kg-os eredeti harangot az első világháborúban a kistemplom három kisebb harangjával együtt elpusztították. Ezen kívül más harangja nem volt a templomnak. Mivel azóta sem pótolták, a nagytemplom istentiszteleteire is a kistemplom harangjaival harangoznak. A harang újraöntése továbbra sincs tervben. Toronyórája pontosan jár, negyedóránként jelzi az időt, harang híján alumínium gongokkal.

## Hitélet, rendezvények

A templom felszentelésének (1824. június 29.) 200 éves évfordulójára adott koncert főpróbája.

A kiváló akusztikájú épületben rendszeresek a színvonalas komolyzenei koncertek.